# Château de Grignon (Côte-d'Or)
Le château de Grignon est un château situé à Grignon (Côte-d'Or) en Bourgogne-Franche-Comté.

## Localisation
Le château est situé au centre du village sur le sommet rocheux d'une butte, entouré d'un bourg castral enveloppant son flanc oriental.

## Historique
En l'an 1000 Aimon Pilo, de la famille comtale d'Auxois, est tué au château de Grignon. En 1210, Hervé, comte de Nevers, l'échange au duc Eudes III de Bourgogne. En 1303, Robert II le laisse à Odet, son second fils. En 1379, il revient à Guillaume de la Trimouille, chambellan du duc. Cession confirmée à Louis de la Trémouille en 1382. En 1424, Jeanne de la Trémoïlle, dame de Grignon, épouse Jean de Chalon. En 1503 le "chastel de Grignon comprend donjon, basse-cour, verger et fossés". En août 1589, le sieur de Tavannes y tient garnison pour protéger Saumur de celle de Montbard. En 1623, la baronnie consiste en un château-fort avec basse-cour, pont-levis et pont-dormant, corps de logis avec deux pavillons et deux tours. En 1701, il est nécessaire d’en réparer les murs de clôture en plusieurs endroits. L’ensemble sera en partie démantelé. En ruine au XIXe siècle le château a été partiellement rebâti au début du XXe siècle[réf. souhaitée].

## Architecture
Le château occupe une vaste enceinte accessible à l'est par une rampe d'accès parallèle à la muraille. L'ouvrage d'entrée qui n'a subi que peu de modifications s'appuie à droite sur le rocher et à gauche sur un massif polygonal. La porte est constituée d'un porche en arc brisé dont le pont-levis a été détruit à la Révolution. Cette porte est précédée à droite de trois maisons-tours jointives à deux étages. La tour centrale est desservie à l'ouest par une tourelle d'escalier hors-œuvre, rehaussée au XIXe siècle pour permettre des observations sismographiques. Au début du XXe siècle, les propriétaires construisent un corps de logis néogothique à un étage avec des matériaux de récupération. L'ensemble de l'enceinte est entouré d'un fossé d'une vingtaine de mètres de large[réf. souhaitée]. 
Les façades et les toitures de la porte d'entrée avec le poste de garde et de la tour de défense située à l'angle nord-est, la façade Est entre la porte d'entrée et la tour sont inscrites par arrêté du 16 août 1976.